# Polygala grazielae
Polygala grazielae är en jungfrulinsväxtart som beskrevs av M. do C.M. Marques. Polygala grazielae ingår i släktet jungfrulinssläktet, och familjen jungfrulinsväxter. Inga underarter finns listade i Catalogue of Life.